# Lara Croft
Lara Croft är huvudfiguren i datorspelsserien Tomb Raider. Det finns även två filmer, Lara Croft: Tomb Raider (2001) och Lara Croft Tomb Raider: The Cradle of Life (2003), som till viss del bygger på handlingen i spelen. I filmerna spelar Angelina Jolie rollen som Lara Croft. I filmen Tomb Raider (2018) gestaltar Alicia Vikander huvudrollen som Lara Croft.
År 2007 producerade bolaget Gametap den animerade webb-serien Revisioned: Tomb Raider Animated Series bestående av en rad korta avsnitt. Laras röst gjordes där av Minnie Driver. Bolaget presenterade också en dokumentärfilm om den samlade historiken av spel, filmer etc på temat. Hon blev en sexsymbol för dataspel.

## Fiktiv biografi
Lara Croft är en brittisk arkeolog som reser till olika platser beväpnad med pistoler, hon brukar vara klädd i linne och shorts.

## Historia[8]
Figuren skapades av Toby Gard som arbetade på Core Design, inspirationen till Lara Croft kommer från Indiana Jones, Neneh Cherry och Tank Girl. Figuren var från början tänkt att heta Laura Cruz och skulle vara latinamerikanska, Core Designs utgivare Eidos Interactive tyckte dock att det var inte lockande för brittiska spelare och beslutade att använda Lara Croft istället och gjorde henne till britt. Under utvecklingen av mellansekvenser för Tomb Raider råkade Gard förstora figurens bröst till 150%, han åtgärdade ändringen men utvecklaren godkände misstaget.

## Notiser
1. ↑  Ung Lara Croft i Tomb Raider: Legend[1]
2. ↑  Ung Lara Croft i Rise of the Tomb Raider[1]
3. ↑  Ung Lara Croft i Shadow of the Tomb Raider.[1]
4. ↑  Ung Lara Croft i Tomb Raider: The Legend of Lara Croft
5. ↑  Ung Lara Croft i Tomb Raider (2018)
6. ↑  Ung Lara Croft i Tomb Raider (2018)